# BMY-7,378
BMY-7,378 (или просто BMY7378) — это слабый парциальный агонист/антагонист 5-HT1A-рецепторов и селективный антагонист D-подтипа α1-адренорецепторов. BMY7378 значительно влияет на циркадные ритмы млекопитающих. Исследование на хомяках показало, что продолжительное введение через имплант препарата на базе BMY7378 как увеличивает уровень мРНК соответствующих рецептору в гипоталамусе, так и уменьшает уровень мРНК в стволе головного мозга. BMY7378 так же может ослаблять действие агонистов 5-HT1A-рецепторов.